# 田野畑南インターチェンジ
田野畑南インターチェンジ（たのはたみなみインターチェンジ）は、岩手県下閉伊郡田野畑村真木沢にある三陸沿岸道路（田野畑道路）のインターチェンジ (IC) である。

## 歴史
- 2021年（令和3年）
  - 6月23日 : IC名称が「田野畑南IC」に正式決定[1]。
  - 7月10日 : 田野畑村大芦 - 田野畑村田野畑間 開通に伴い、供用開始[1]。

## 道路

### 本線
- E45 三陸沿岸道路（田野畑道路 ・ 57番）

### 接続する道路
- 直接接続
  - 岩手県道44号岩泉平井賀普代線

## 料金所
無料区間のため、設置されていない。

## 周辺
- 畠山神社
- 道の駅たのはた

## 隣
E45 三陸沿岸道路（田野畑道路）
(56) 鵜の巣断崖IC -  (57) 田野畑南IC -  (58) 田野畑中央IC